# Дьюи, Мелвил
Ме́лвил Дью́и (Мелвилл Луис Косут Дьюи, англ. Melville Louis Kossuth Dewey; будучи сторонником орфографической реформы английского языка, в поздние годы писал своё имя как англ. Melvil Dui; 10 декабря 1851 — 26 декабря 1931) — американский библиотекарь и библиограф.
Имел антисемитские предубеждения, основанный им Lake Placid Club исключал евреев из числа возможных членов.

## Биография
Окончил колледж в Амхерсте, в 1874—1877 годах работал там же библиотекарем. В 1876 году он предложил систематизировать библиотечные фонды на основе десятичной классификации идей и понятий (принцип такой классификации содержался ещё в проекте априорного языка, представленном в 1794 году французским адвокатом и филологом Ж. Делормелем на рассмотрение Национального конвента Франции) и создал систему Десятичная классификация Дьюи. В результате переработки системы Дьюи бельгийскими библиографами П. Отле и А. Лафонтеном возникла система Универсальная десятичная классификация (УДК). В том же 1876 году в качестве одного из соучредителей Дьюи участвовал в первом съезде Американской библиотечной ассоциации.
Позже Дьюи переехал в Бостон, где основал первый американский библиотечный журнал «Library Journal» (выходит по сей день). В 1884 году Дьюи основал при Колумбийском университете Колумбийскую школу библиотечного дела (англ. Columbia School of Library Economy) — первое в мире специализированное образовательное учреждение по подготовке библиотекарей.
В 1888—1906 годах Дьюи возглавлял библиотеку штата Нью-Йорк, а в 1888—1900 годах ведал также библиотекой университета штата Нью-Йорк.

## Антисемитизм
Дьюи придерживался антисемитских взглядов. В 1894 году он и его жена Энни основали в горах Адирондак клуб Lake Placid Club, исключающий евреев из числа возможных членов. Ярко выраженный антисемитизм Дьюи в 1905 году вызвал противодействие со стороны Американского еврейского комитета.